# Rio Apodi
O rio Mossoró (assim chamado na região de Mossoró) ou rio Apodi(ver ortografia)  (assim chamado no Alto Oeste potiguar), ou ainda rio Apodi-Mossoró, é um curso de água que banha o estado do Rio Grande do Norte, no Brasil.
É o segundo maior rio potiguar, com cerca de 210 km de extensão. Nasce na serra de Luís Gomes, passa pelos municípios localizados na chapada do Apodi e, depois de banhar a cidade de Mossoró, deságua no oceano Atlântico, entre os municípios de Grossos e Areia Branca, onde se situam grandes salinas. Na margem direita, o rio Mossoró tem como afluentes os rios Carmo-Upanema, Umari e Pitombeira; na margem esquerda, os rios Tapuio, Grande e Bom Sucesso. O rio só mantém sua perenização no baixo-curso, pois é alimentado por fontes d'água que escorrem das partes altas da chapada do Apodi e  principalmente pela barragem de Santa Cruz no município de Apodi e por outras menores construída em seu leito, já nas proximidades de Mossoró.
O rio Mossoró apresenta-se altamente poluído por lixo e esgoto urbano, principalmente no trecho a partir da cidade de Mossoró. O rio passa pelos municípios de Luiz Gomes, Pau dos Ferros, Itaú, Apodi, Felipe Guerra, Mossoró, Areia Branca, entre outros.

## Toponímia
Não se sabe ao certo a origem do topônimo "Mossoró", mas existem várias versões contadas a respeito desse assunto. Conta-se que o nome provém de "Monxoró", nome atribuído aos primeiras indígenas que habitavam a região. Outros dizem que o nome vem de "Mororó", árvore resistente e flexível.
De acordo com as atuais regras de ortografia da língua portuguesa, a grafia correta é Moçoró, pois prescreve-se o uso da letra "ç" para palavras de origem tupi. O nome vem do tupi e quer dizer erosão, corte, ruptura. Ao longo dos anos, a grafia foi alterada para mo-so-'roka, mossoró e finalmente para moçoró. Do mesmo vocábulo vem moçoroense, que é o natural do município.